# Голова Військового комітету НАТО
Голова Військового комітету НАТО (англ. Chairman of the NATO Military Committee) — представник вищого генералітету Організації Північноатлантичного договору, головний радник Генерального секретаря НАТО з військових питань, через якого політичним органам НАТО надаються рекомендації, що формулюються на основі консенсусу 32-ох начальників генеральних штабів НАТО.

## Статус
Голова Військового комітету НАТО безпосередньо керує повсякденною роботою комітету, як вищого військового органу НАТО, і виступає від його імені.
Голова також є офіційним представником Військового комітету і, таким чином, головним офіційним військовим представником Північноатлантичного альянсу з усіх військових питань.
Першим головою комітету став американський генерал Омар Бредлі, а чинним є нідерландський адмірал Роб Бауер.
Нижче подано список усіх голів Військового комітету НАТО, що обіймали посаду у різні роки.

## Список голів Військового комітету НАТО
| №  | Фото | Прізвище             | Країна походження | Військове звання               | Роки повноваження |
| -- | ---- | -------------------- | ----------------- | ------------------------------ | ----------------- |
| 1  |      | Омар Бредлі          | США               | Генерал армії                  | 1949 — 1951       |
| 2  |      | Етьєн Бале           | Бельгія           | Генерал-лейтенант              | 1951 — 1952       |
| 3  |      | Чарльз Фоулкс        | Канада            | Генерал-лейтенант              | 1952 — 1953       |
| 4  |      | Йєн Квісгард         | Данія             | Адмірал                        | 1953 — 1954       |
| 5  |      | Огюст Гійом          | Франція           | Генерал                        | 1954 — 1955       |
| 6  |      | Стіліанос Палліс     | Греція            | Генерал-лейтенант              | 1955 — 1956       |
| 7  |      | Джузеппе Манчінеллі  | Італія            | Генерал                        | 1956 — 1957       |
| 8  |      | Бен Хасельман        | Нідерланди        | Генерал                        | 1957 — 1958       |
| 9  |      | Бьорн Оен            | Норвегія          | Генерал-лейтенант              | 1958 — 1959       |
| 10 |      | Белеза Феррас        | Португалія        | Генерал                        | 1959 — 1960       |
| 11 |      | Русту Ердельхан      | Туреччина         | Генерал                        | 1960 — 1960       |
| 12 |      | Луїс Маунтбеттен     | Велика Британія   | Адмірал флоту                  | 1960 — 1961       |
| 13 |      | Ліман Лемніцер       | США               | Генерал                        | 1961 — 1962       |
| 14 |      | Поль де Кюмон        | Бельгія           | Генерал-лейтенант              | 1962 — 1963       |
| 15 |      | Адольф Гойзінгер     | Німеччина         | Генерал                        | 1963 — 1964       |
| 16 |      | Поль де Кюмон        | Бельгія           | Генерал-лейтенант              | 1964 — 1968       |
| 17 |      | Найджел Гендерсон    | Велика Британія   | Адмірал                        | 1968 — 1971       |
| 18 |      | Йоганнес Штайнгофф   | Німеччина         | Генерал                        | 1971 — 1974       |
| 19 |      | Пітер Хілл-Нортон    | Велика Британія   | Адмірал флоту                  | 1974 — 1977       |
| 20 |      | Герман Зейнер        | Норвегія          | Генерал                        | 1977 — 1980       |
| 21 |      | Роберт Фоулз         | Канада            | Адмірал                        | 1980 — 1983       |
| 22 |      | Корнеліус де Ягер    | Нідерланди        | Генерал                        | 1983 — 1986       |
| 23 |      | Вольфганг Альтенбург | Німеччина         | Генерал                        | 1986 — 1989       |
| 24 |      | Вайглік Ейде         | Норвегія          | Генерал                        | 1989 — 1993       |
| 25 |      | Річард Вінсент       | Велика Британія   | Фельдмаршал                    | 1993 — 1996       |
| 26 |      | Клаус Науманн        | Німеччина         | Генерал                        | 1996 — 1999       |
| 27 |      | Гвідо Вентуроні      | Італія            | Адмірал                        | 1999 — 2002       |
| 28 |      | Гаральд Куят         | Німеччина         | Генерал                        | 2002 — 2005       |
| 29 |      | Раймонд Ено          | Канада            | Генерал                        | 2005 — 2008       |
| 30 |      | Джампаоло ді Паола   | Італія            | Адмірал                        | 2008 — 2011       |
| 31 |      | Кнуд Бартельс        | Данія             | Генерал                        | 2012 — 2015       |
| 32 |      | Петр Павел           | Чехія             | Генерал                        | 2015 — 2018       |
| 33 |      | Стюарт Піч           | Велика Британія   | Головний маршал повітряних сил | 2018—2021         |
| 34 |      | Роб Бауер            | Нідерланди        | Адмірал                        | з 25 червня 2021  |